# Дигидрид неодима
Дигидрид неодима — бинарное неорганическое соединение
неодима и водорода с формулой NdH2,
синие кристаллы,
реагирует с водой.

## Получение
- Нагревание металла в водородной атмосфере под давлением:

{\displaystyle {\mathsf {Nd+H_{2}\ {\xrightarrow {220-270^{o}C}}\ NdH_{2}}}}

## Физические свойства
Дигидрид неодима образует синие кристаллы кубической сингонии (гранецентрированная решётка), пространственная группа F m3m, параметры ячейки a = 0,547 нм, Z = 4.

## Химические свойства
- Реагирует с водой:

{\displaystyle {\mathsf {2NdH_{2}+6H_{2}O\ {\xrightarrow {}}\ 2Nd(OH)_{3}+3H_{2}}}}